# Слов'янські Веди

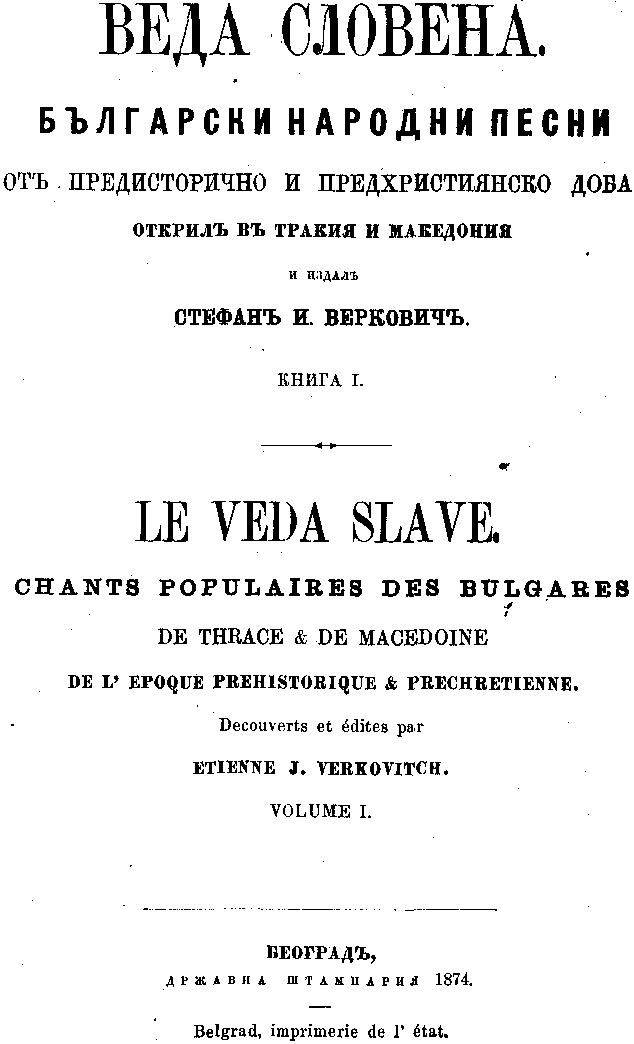
Обкладинка тома 2, Санкт-Петербург, 1881

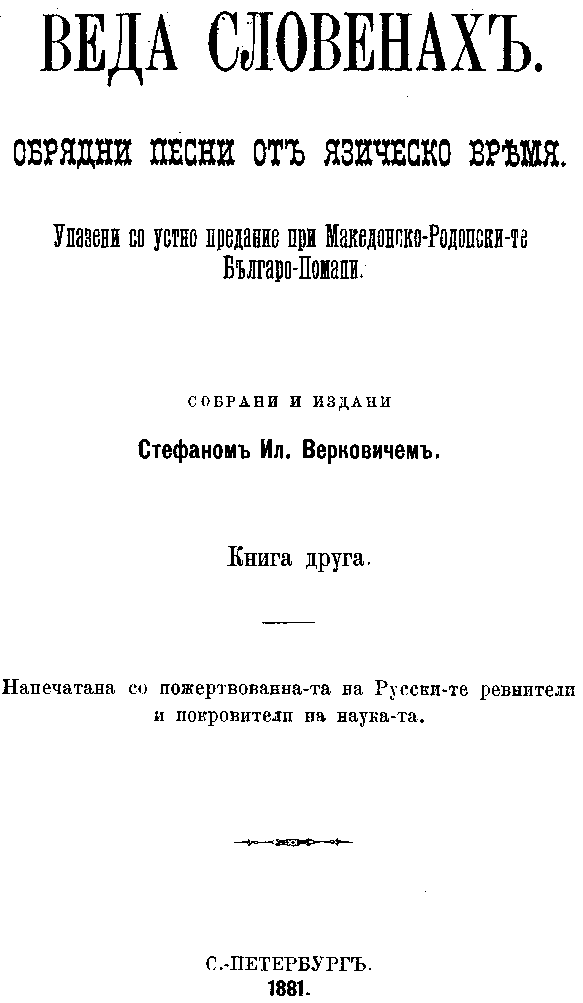
Обкладинка тому 1, Белград, 1874

Слов'янські Веди, «Веда словена» названі на зразок Вед. Саме так називаються стародавні санскритські тексти, що належать до індуїстської філософсько-релігійної традиції і є збірниками богословських гімнів, міфологічних сюжетів, молитов, заклинань.
«Слов'янська Веда: болгарські народні пісні з доісторичної та дохристиянської епох» — суперечливий збірник народних пісень, виданий боснійським хорватом Стефаном Верковичем у двох томах 1874 і 1881 роках. Збірка вперше представлена в травні 1867 року на Першій Всеросійській етнографічній виставці в Москві, де викликала сенсацію.

## Історія походження
Тексти передав Верковичу болгарин Іван Гологанов з села Тарліс, який стверджує, що записував їх протягом 12 років. Два томи «Веда словена» містять 23 809 віршів. Села, де зібрані пісні та легенди, лежать в Татаро -Пазарджицькій Каазі (Сельча, Чавдарлі, Касаклі, Доспат, Ціцюво, Плетена) і в Неврокопській Каазі (Джиджево, Теплен, Крушево, Карабула, Дольно -Дряново, Рібниця, Абланіца).

## Опис
Ідеї, представлені у збірці, мають незвичайну тему та зміст: вони говорять про язичницьких Богів, надприродних істот, міфологічних героїв, стародавніх королів і панів, містять знання, спогади, сформовані задовго до ісламізації чи запровадження християнства. У збірці є твердження, що фракійці, македонці та іллірійці — індійські племена, походять з Індії. Це — одна з основних причин, чому історики Західної Європи, а також Болгарії, вважають, що цей твір є підробкою.
"Веда словена" описує стародавні звичаї, пов'язані з народженням, вихованням і одруженням героїв, прославлянням  Богів Коляди, Велеса, Святовита, Вишеня, Купайла і інших. Описується містерія народження Бога Коляди  для виконання місії на землі - порятунку молодих людей від аморальности. Вишній просить Злату Мати народити Коляду в людській подобі. Коляда народжується, підростає і просвіщає молодь за Ясною Книгою, яка містить ритуальні пісні і дати свят. У збірці є безліч містичних сцен, пісень про геніального співака і музиканта Орфея.

## Сумніви щодо ідентичности
Сенсаційний зміст «Веда словена» став приводом для виникнення наукової полеміки. Деякі вчені вважають, що збірка насправді є обманом і існують різні аргументи на підтримку цього твердження. Полеміка почалася з французьким славістом Луїсом Леже в 1873 році. Приводом стало наукове дослідження французьких вчених Альберта Дюмона та Огюста Дозона, пов'язане з попередньою публікацією «Стародавня болгарська пісня Орфея» (переклад на російську мову Райко Цинзіфов) 1867. Після публікації двох збірок Верковичем конфронтація поглибилася двома передмовами, в яких опубліковані пісні та легенди були кваліфіковані як сенсаційне відкриття епосу, що зберігає релігійні уявлення та обрядові реліквії, представляючи слов'ян, як носіїв етнокультури, старшої за ведичну. Ця думка є близька до переконань болгарського націоналіста-романтика Георгія Раковського про те, що стародавні болгари були носіями санскриту, але їх славу помилково приписували іншим народам. Підозри щодо достовірності лірики загострилися після того, коли виявилося, що колекціонер, який записав більшість пісень, навчався у грецькій школі, мав певні знання з міфології, напевно знайомий з творами Раковського. Цю версію підтримував болгарський історик літератури, критик і академік-фольклорист Петро Дінеков (1910—1992).
Фототипне видання «Слов'янської веди» у 1980 році стало основою для нової дискусії серед таких фольклористів, як Крастьо Куюмджієв, Володимир Свінтіла, Нікола Георгієв, Михаїл Недельчев, Ілля Конев, Невена Стефанова, Стефан Елевтеров, Тодор Різніков, Тадеуш Шишманський, Тодор Балкан і інші. Після тривалого опитування в Родопах Тодор Різніков висловив віру в справжність пісень. У 1991 року вийшла монографія Івана Богданова «Слов'янська Веда і наш час», яка є найсерйознішою спробою довести достовірність циклу.
Міністр освіти письменник Іван Вазов направляв наукову експедицію в Неврокоп, в надії почути подібні тексти,  але вчені не виявили жодної збереженої в пам'яті населення пісні. Подібні дослідження проводив і інший міністр, Іван Шишманов, і теж нічого не знаходить.
Не згасає інтерес до "Слов'янських Вед" і зараз. У 2012 році режисер Анрі Кулев і поет Борис Христовий створюють документальний фільм, в якому прославляють тексти під назвою "Веда словена".  А в 2015 році болгарське крило ордена тамплієрів знову перевидає збірку. Як бачимо, інтерес до "слов'янського епосу" зростає при відродженні сильних націоналістичних тенденцій в Європі.
Деякі критики визнають, що створені Іваном Гологановим пісні не можна назвати результатом праці бездарного графомана. Два томи "Веда словена" дозволяють стверджувати про незвичайний поетичний талант і - як явище в болгарській літературі 60-70-х років XIX століття.
В Україні пропагуванням "Вед Словена" займається археолог та письменник Юрій Шилов, контраверсійні теорії якого про Аратту-Оріану знаходять скептичний відгук у офіційній історичнній науці.